# Drax Niszczyciel
Drax Niszczyciel (ang. Drax The Destroyer), a właściwie Arthur Douglas – fikcyjna postać, pojawiająca się w amerykańskich komiksach, wydawanych przez Marvel Comics. Została stworzona przez Jima Starlina. Po raz pierwszy pojawiła się w The Invincible Iron Man #55 (luty 1973).
Arthur Douglas był człowiekiem. Jego rodzina została zaatakowana, a finalnie zamordowana przez Thanosa. Potężna istota nazywająca się Kronos potrzebowała w tym czasie bohatera, który pokonałby tę postać. W związku z tym zabrała ducha Arthura, umieszczając go w potężnym, nowym ciele. W ten sposób narodził się Drax Niszczyciel. Jego moce obejmowały zwiększoną siłę i odporność. Potrafił latać i wytwarzać w rękach energię. Drax często walczył z Thanosem, czasem współpracując z takimi postaciami jak Kapitan Marvel czy Adam Warlock. Należał także do grupy Infinity Watch.
W 2004 postać straciła możliwość latania oraz tworzenia energii. Osłabła też jej siła i odporność. Wtedy Drax pojawił się w komikach Annihilation i Annihilation: Conquest, stając się członkiem Strażników Galaktyki.
Dave Bautista odgrywa rolę Draxa w Filmowym Uniwersum Marvela, pojawiając się w filmach: Strażnicy Galaktyki (2014), Strażnicy Galaktyki vol. 2 (2017), Avengers: Wojna bez granic (2018), Avengers: Koniec gry (2019), Thor: Miłość i grom (2022) oraz Strażnicy Galaktyki: Coraz bliżej święta (2022).